# 洗脳 (映画)
『洗脳』（Disturbing Behavior）は1998年に公開された、アメリカ合衆国のSFスリラー映画。WOWOWでの邦題は『洗脳/狙われたハイスクール』。

## あらすじ
スティーヴは、家族の都合でクレイドル・ベイという町に引っ越してきた。風光明媚なその街は、住民たちも品行方正で、住みやすそうに見えた。転校して間もないころ、スティーヴは、落ちこぼれ生徒であるレイチェルとギャヴィンとUVから、ブルー・リボンという優等生グループの存在を聞かされる。
ブルー・リボンに所属しだした生徒が急に優等生になってしまうことに気付いたスティーヴはそのグループに疑いを持ち出した。そうこうしているうちに、ブルー・リボンの勢力はどんどん拡大していき、スティーヴたちにも危機が迫っていた。

## キャスト
※括弧内は日本語吹替
- スティーヴ・クラーク - ジェームズ・マースデン（石川禅）
- レイチェル・ワグナー - ケイティ・ホームズ（小山裕香）
- ギャヴィン・ストリック - ニック・スタール（小森創介）
- エドガー・カルディコット - ブルース・グリーンウッド（水野龍司）
- ドリアン・ニューベリー - ウィリアム・サドラー（岩崎ひろし）
- コックス巡査 - スティーヴ・レイルズバック（秋元羊介）
- リンジー・クラーク - キャサリン・イザベル（小島幸子）
- UV - チャド・E・ドネラ
- チャグ  - A.J.バックリー
- ローナ・ロングリー - クリスタル・キャス
- アンディ・エフキン - トビアス・メーラー
- ディッキー・アトキンソン - タイ・ラニアン
- メリー・ジョー - ナターシャ・マルテ
- アレン・クラーク - イーサン・エンブリー

## 評価
2011年12月時点のRotten Tomatoesでの“rotten”の度合いは 32% で、34のレビューのうち、23のが否定的なものだった。